# Mutya Johanna Datul
Mutya Johanna Fontiveros Datul (Santa Maria, 17 aprile 1992) è una modella filippina, eletta Miss Supranational 2013 il 6 settembre a Minsk, Bielorussia.
È la prima filippina, nonché prima asiatica, a vincere il titolo di Miss Supranational.

## Biografia
Mutya Datul nasce a Santa Maria, nella provincia di Isabela, da Wilfredo e Merlie Datul. Ha studiato programmazione informatica all'Università Statale di Isabela.